# Vladímir Fok
Vladímir Fok (rus: Владимир Александрович Фок)  (Sant Petersburg, 22 de desembre de 1898 - Sant Petersburg, 27 de desembre de 1974) fou un físic soviètic, que va realitzar desenvolupaments fundacionals en mecànica quàntica i electrodinàmica quàntica.

## Biografia
Va néixer el 1898 a St. Petersburg, Rússia. El 1922 es va llicenciar a la Universitat de Petrograd, on feu també el doctorat i esdevingué professor el 1932. De 1919 a 1923 i 1928 a 1941 va col·laborar amb l'Institut Estatal d'Òptica Vavilov, del 1924 al 1936 amb l'Institut de Físiques i Tecnologia de Leningrad, i els períodes 1934–1941 i 1944–1953 amb l'Institut Lébedev de Física.
Les seves contribucions científiques principals són en el desenvolupament de la física quàntica, tot i que també contribuí significativament als camps de la mecànica, òptica teòrica, teoria de la gravitació, i física de medis continus. El 1926 va derivar l'equació de Klein-Gordon. Va donar el seu nom a l'espai de Fok, la representació de Fok i l'estat de Fok, i va desenvolupar el mètode de Hartree–Fok el 1930. Fok va fer contribucions importants en la teoria de la relativitat general, concretament en problemes amb N-cossos.
A Leningrad, Fok va crear una escola científica en física teòrica i va rellançar l'educació de física en l'URSS a través dels seus llibres. Va escriure el primer llibre de text sobre les Fundacions de mecànica quàntica (1931) i una monografia molt influent sobre La teoria de l'espai, temps i gravitació (1955).
Historiadors de la ciència, com Loren Graham, veuen en Fok el representant i proponent de la teoria de relativitat d'Einstein dins del món soviètic. Així quan els filòsofs més marxistes presentaven objeccions a la teoria de relativitat, Fok emfasitzava la comprensió materialística de la relativitat que coincidia filosòficament amb el marxisme.
Fou membre de ple dret (acadèmic) de l'Acadèmia de Ciències de l'URSS (1939) i membre de l'Acadèmia Internacional de Ciència Quàntica Molecular.

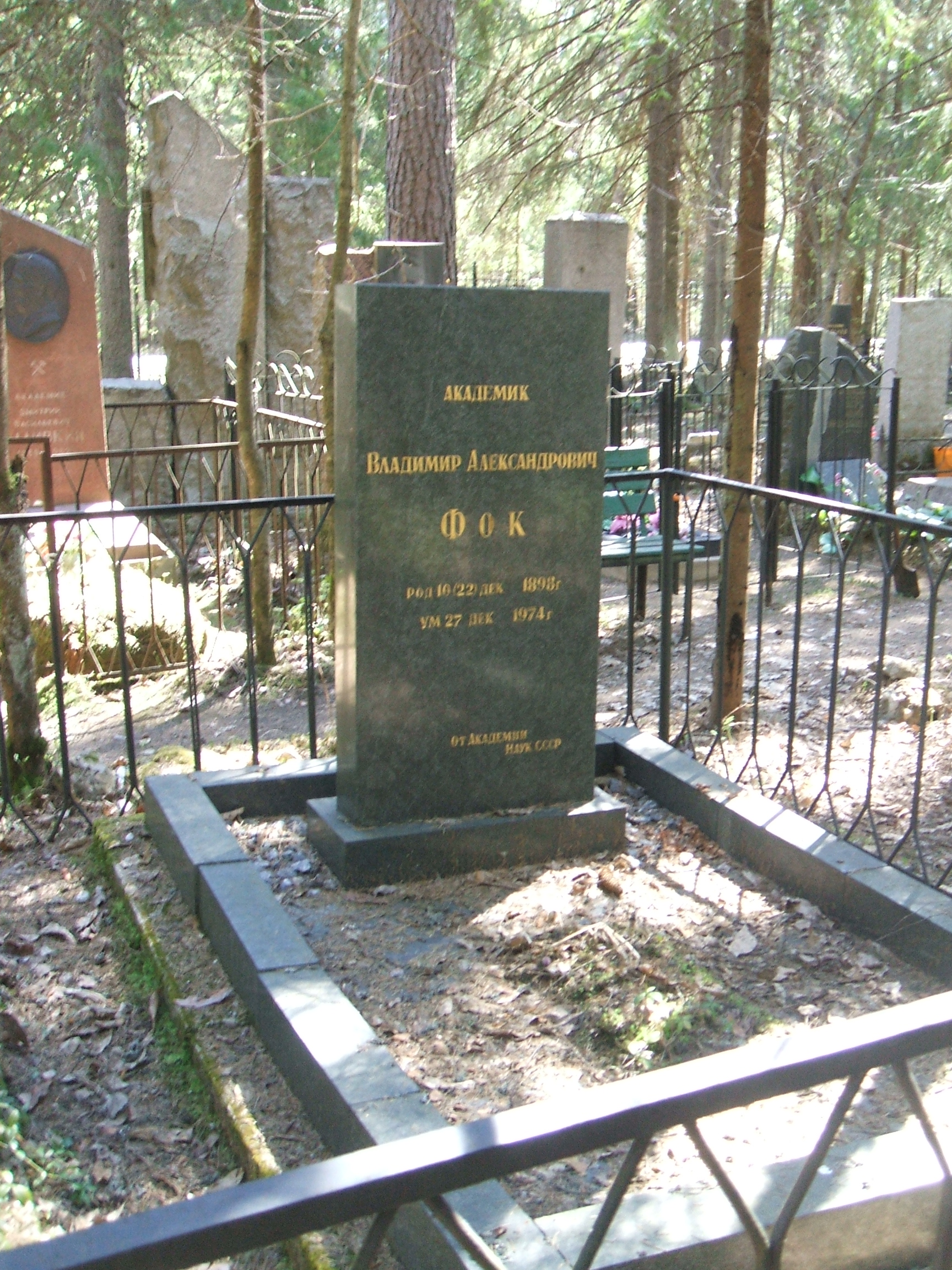
Tomba de Fok al cementiri de Komarovo